# Nöd
Nöd har två näraliggande betydelser, dels betydelsen ett svårt eller farligt läge på grund av olycka eller liknande, dels betydelsen stor fattigdom eller misär. Det är relaterat till tyska Not och engelska need, och avser en upplevelse av ett stort omedelbart behov. Ordet kan även användas om empati, "känna nöd" för någon, en önskan att avhjälpa en annans brist.
Nöd är en s.k. objektiv ansvarsfrihetsgrund enligt den svenska brottsbalken, vilket leder till nödrätt. En gärning som någon begår i nöd utgör alltså inte brott, förutsatt att den inte är oförsvarlig med hänsyn till farans beskaffenhet, den skada som åsamkas annan och omständigheterna i övrigt. Nöd föreligger när fara hotar liv, hälsa, egendom eller något annat viktigt av rättsordningen skyddat intresse. När man bedömer om handlingen är oförsvarlig tar man bland annat hänsyn till den skada som görs och väger det mot det intresse som personen vill skydda. Exempel på handlande i nöd kan vara att slå sönder ett fönster för att kunna släcka en brand eller att ta någon annans båt för att rädda en person från att drunkna. Liknande bestämmelser finns i flera andra länder. Ansvar för trafikförseelser har undanröjts i rätten när bevisning om nödsituation har företetts.[källa behövs]
Till skillnad från nödvärn kan nöd vara en ansvarsfrihetsgrund utan att någon annan person är inblandad. Eldsvåda, väderlek eller angrepp av vilda djur kan vara sådant som skapar nöd i lagens mening. Vissa typer av nöd kan även befria försäkringsbolag från ersättningsansvar enligt avtal.[källa behövs]
Nödtelefoner, larmnummer 112, nödradiokanaler, SOS-signal, utryckningsfordons ljud- och ljussignaler (blåljus) är exempel på medel att avhjälpa nödsituation och ges prioritet, och är förbjudna att användas till annat. Likaså brandlarm, nödraketer, livbojar vid badplatser, utrymningsvägar, brandstegar etc. Den som uppfattar nödanrop eller annan vetskap om nöd är i normalfallet inte skyldig enligt lag att vidta åtgärder för att rätt hjälp ska kunna fås, exempelvis kontakta larmtjänst för ambulans.
Nödrätten är avsedd att användas restriktivt. År 2002 dödade en person en varg inför ett befarat angrepp på hans får. Högsta domstolen dömde honom till ansvar. Motiveringen gällande nödrätt var att handlingen var oförsvarlig även om personen befann sig i en nödsituation på grund av den fara som hotade djuren. Intresset av att skydda vargen ansågs väga tyngre än intresset att skydda fåren, och skytten hade inte försökt någon annan metod för att avvärja angreppet, till exempel att skjuta varningsskott.